# Kasseler Architekturzentrum im Kulturbahnhof
Das Kasseler Architekturzentrum im Kulturbahnhof (KAZimKuBa) ist ein Forum für Veranstaltungen im Bereich des Planens und Bauens und stete Architektur-Diskussion zwischen Öffentlichkeit und Fachpublikum in der nordhessischen Region. Namensgebend ist der Standort am Kassel Hauptbahnhof im ehemaligen Bahnhofsgebäude (Kulturbahnhof).

## Geschichte
Das Kasseler Architekturzentrum (KAZ) wurde 1998 gegründet durch sieben Mitglieder der Ortsgruppe Kassel des Bundes Deutscher Architekten (BDA). Der heutige Träger des KAZimKuBa ist der Förderverein „KAZ im KUBA“ in Kassel e. V. mit 130 Mitgliedern, Stand 2022.